# John Garfield
Jacob Julius Garfinkle, Nueva York, 4 de marzo de 1913-ibíd., 21 de mayo de 1952), conocido como John Garfield, fue un actor estadounidense. Encajó con el perfil ideal para interpretar a personajes rebeldes, de clase trabajadora y por lo que fue candidato en dos ocasiones para los premios Óscar.

## Biografía
Nacido en una familia judía, hijo de David y de Hannah Garfinkle, creció en Brooklyn hasta que fue enviado a un internado del Bronx, después de la muerte de su madre cuando contaba con siete años. Bajo la tutela de Angelo Patri fue introducido en el boxeo y en el mundo de la interpretación. Por desgracia, una enfermedad cardíaca le impidió continuar con su actividad deportiva. Pero continuó en el mundo de la interpretación, ganando con posterioridad una beca para estudiar en la Ouspenskaya Drama School y fue escogido por la propia Maria Ouspenskaya para hacer su debut en Broadway en 1932. La obra llamada Golden Boy fue escrita por Clifford Odets pero su actuación se limitó a un papel de reparto. Así las cosas, Garfield decidió dejar Broadway y probar suerte en Hollywood. En 1938 recibió buenas críticas e, incluso, una nominación a los Óscar como actor de reparto por su papel en Four Daughters. 
En la década final de los 30, John aparecería en títulos como Daughters Courageous (1939) de Michael Curtiz, quien se consideraba su descubridor para el cine y fue amigo suyo; o Juarez, un film dirigido por William Dieterle y protagonizado por Paul Muni y Bette Davis en el que el actor neoyorquino encarnaba a Porfirio Díaz.
En la Segunda Guerra Mundial Garfield se alistó en el ejército norteamericano, pero fue rechazado por problemas cardíacos. Abatido por el rechazo, Garfield centró sus esfuerzos en la retaguardia. Garfield y Bette Davis abrieron el "Hollywood Canteen", un club que ofrecía comida y entretenimiento a los soldados que estaban de servicio. Posteriormente viajó a Yugoslavia para animar a las fuerzas estadounidenses desplazadas allí. Durante esa época también interpretó títulos como Castle on the Hudson (1940) de Anatole Litvak, El lobo de mar (The Sea Wolf) (1941) de Michael Curtiz, La vida es así (Tortilla Flat) (1942) de Victor Fleming y Destino Tokio (Destination Tokyo) (1943) de Delmer Daves.
Después de la guerra, Garfield ocupó los primeros puestos del mundo cinematográfico con títulos como El cartero siempre llama dos veces (1946) (The Postman Always Rings Twice) (1946), de Tay Garnett con Lana Turner, De amor también se muere (Humoresque) (1946) con Joan Crawford, y la oscarizada La barrera invisible (Gentleman's Agreement) (1947) de Elia Kazan. En 1948 sería nominado por segunda vez por la película de Robert Rossen Cuerpo y alma (Body and Soul) (1947). En 1946, cuando su contrato con Warner Bros. expiró, Garfield decidió enfrentarse a su antiguo estudio y crear una productora independiente, siendo el primer actor de Hollywood que dio este paso. 
Involucrado en movimientos políticos, Garfield fue interrogado por la caza de brujas a finales de los 40 y principios de los 50 y apoyó el Comité de la Primera Enmienda, en el que numerosos intelectuales mostraron su oposición a las investigaciones del senador McCarthy. Cuando fue llamado por el Comité de Actividades Antiamericanas, en el que se le acusaba de proporcionar información confidencial a los comunistas, Garfield renunció a dar nombres de colegas relacionados con el comunismo aduciendo que, en realidad, no conocía a ninguno. Aunque su mujer Roberta Seidman (casada con el actor desde 1935) fue una conocida activista del Partido Comunista  Archivado el 1 de julio de 2016 en Wayback Machine., no existe ninguna evidencia de que Garfield hubiera tenido relaciones con ellos. Incluso Garfield rechazó esa ideología y, justo antes de su muerte, renunció a posibles afiliaciones, lo que reflejó en un artículo escrito por él y no publicado llamado "I Was a Sucker for a Left Hook".
De todas maneras, su resistencia ante el comité le costó cara a su reputación. Fue incluido en las listas negras y fue vetado en la elección de futuros papeles.
Con estas dificultades, Garfield volvió a Broadway a interpretar la obra Golden Boy en 1952, esta vez sí, en el papel principal. Sus problemas cardíacos se agravaron y murió a la edad de 39 años el 21 de mayo de 1952. Garfield está enterrado en el cementerio Westchester Hills en Hastings-on-Hudson, en el condado de Westchester, Nueva York.
Un dato curioso es que en el Diccionario de actores del cine argentino 1933-1999, de Roberto Blanco Pazos y Raúl Clemente (Ed. Corregidor, 1999), pág. 350, se indica que el notable actor argentino Nathán Pinzón (Natalio Gurfinkel), 1917-1993, era primo del actor estadounidense John Garfield.

## Filmografía
- Desfile de candilejas (Footlight Parade) (1933)
- Four Daughters (1938)
- Swingtime in the Movies (1939)
- Me convirtieron en un asesino (They Made Me a Criminal) (1939)
- Blackwell's Island (1939)
- Juárez (Juárez) (1939)
- Daughters Courageous (1939)
- Defiendo mi vida (Dust Be My Destiny) (1939), de Lewis Seiler.
- Four Wives (1939)
- Castle on the Hudson (1940)
- Saturday's Children (1940)
- Flowing Gold (1940)
- East of the River (1940)
- El lobo de mar (The Sea Wolf) (1941)
- Out of the Fog (1941)
- Dangerously They Live (1942)
- La vida es así (Tortilla Flat, 1942), de Victor Fleming.
- Air Force (1943)
- Show Business at War (1943) (cortometraje)
- The Fallen Sparrow (1943)
- Thank Your Lucky Stars (1943)
- Destino: Tokio (Destination Tokio) (1943), de Delmer Daves.
- Between Two Worlds (1944)
- Hollywood Canteen (1944)
- The Horn Blows at Midnight (1945) (Cameo)
- Pride of the Marines (1945)
- El cartero siempre llama dos veces (The Postman Always Rings Twice) (1946), de Tay Garnett.
- Nobody Lives Forever (1946)
- De amor también se muere (Humoresque) (1946)
- Screen Snapshots: The Skolsky Party (1946) (cortometraje)
- Cuerpo y alma (Body and Soul) (1947), de Robert Rossen.
- La barrera invisible (Gentleman's Agreement) (1947), de Elia Kazan.
- Screen Snapshots: Out-of-This-World Series (1947) (cortometraje)
- Daisy Kenyon (1947) (cameo)
- Difficult Years (1948) (narrador en la versión americana)
- La fuerza del mal (Force of Evil)(1948), de Abraham Polonsky.
- We Were Strangers (1949)
- Jigsaw (1949) (cameo)
- Venganza del destino (Under My Skin) (1950), de Jean Negulesco.
- The Breaking Point (1950)
- Yo amé a un asesino (He Ran All the Way) (1951) (también productor), de John Berry.

## Premios y distinciones
Premios Óscar
| Año  | Categoría              | Trabajo nominado | Resultado |
| ---- | ---------------------- | ---------------- | --------- |
| 1939 | Mejor actor de reparto | Cuatro hijas     | Nominado  |
| 1948 | Mejor actor            | Cuerpo y alma    | Nominado  |